# Michael M. Gilday
Michael Martin Gilday (Lowell, 10 ottobre 1962) è un ex ammiraglio statunitense, dal 22 agosto 2019 al 14 agosto 2023, 32esimo Capo delle Operazioni Navali della United States Navy.

## Biografia

### Primi anni di vita ed educazione

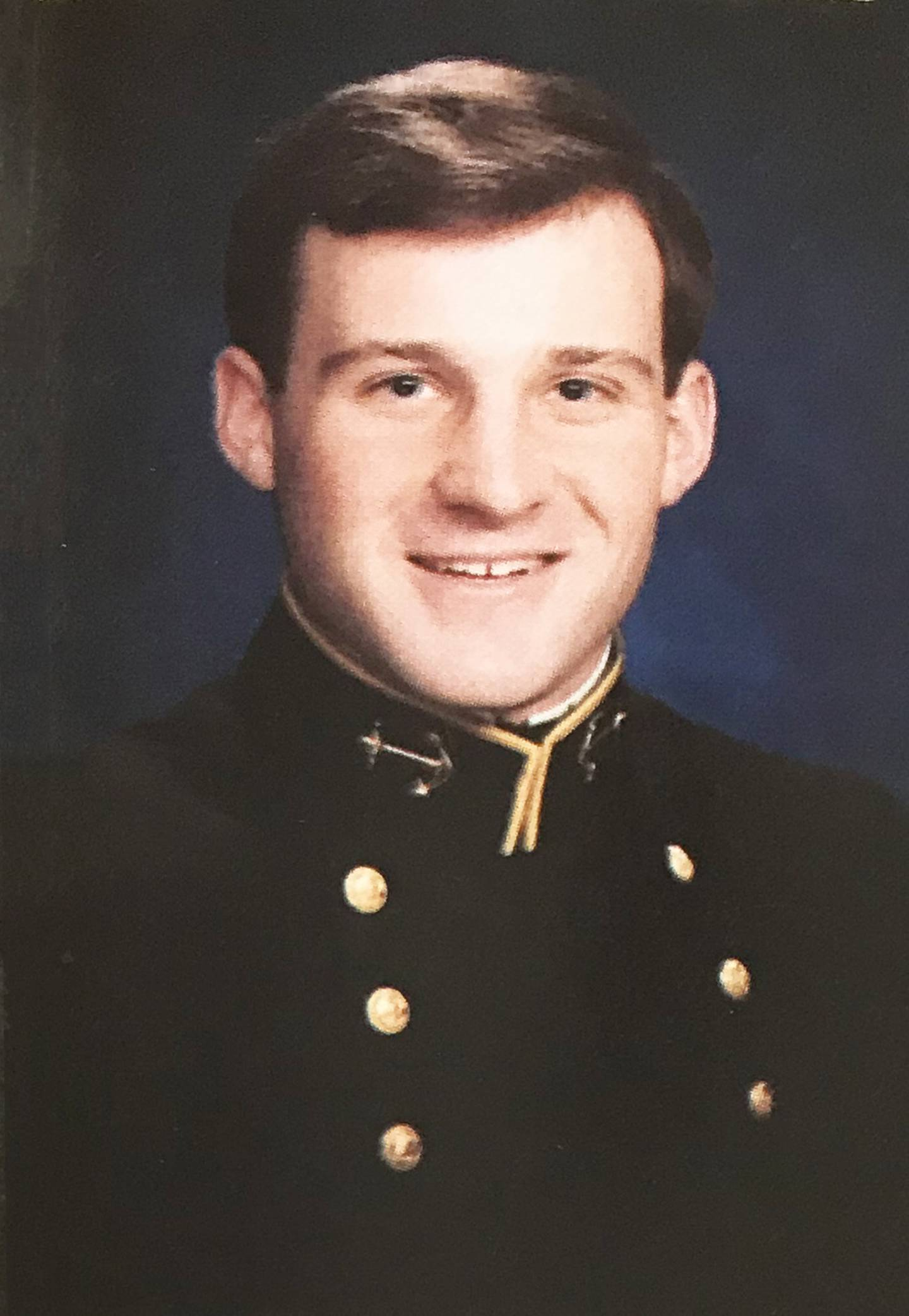
Ritratto ufficiale di Gilday in veste di guardiamarina, 1985.

Gilday è nato a Lowell, Massachusetts, e si è diplomato nel 1985 all'Accademia Navale degli Stati Uniti come ufficiale di guerra di superficie. Ha inoltre conseguito un master presso la Harvard Kennedy School e il National War College della National Defense University.
Sua moglie si chiama Linda ed è un ingegnere e responsabile di programma.

### Carriera militare
I precedenti incarichi di Gilday includono incarichi sulla USS Chandler, sulla USS Princeton, come comandante in seconda dell'incrociatore lanciamissili USS Gettysburg e come comandante dei cacciatorpediniere USS Higgins e USS Benfold e del Destroyer Squadron 7. Ha ricoperto anche incarichi di staff presso l'Ufficio del Personale Navale (in inglese: Bureau of Naval Personnel), nello staff del Capo delle Operazioni Navali, sezione Direzione Piani Strategici e Politiche, e nello staff del Vice Capo delle Operazioni Navali. Tra i suoi incarichi congiunti figurano quello di Assistente Navale del Presidente e assistente esecutivo del Presidente del Joint Chiefs of Staff. Gilday ricevette la Navy Commendation Medal al Valore per le sue azioni a bordo della Princeton quando la nave fu danneggiata da una mina irachena durante la prima guerra del Golfo.
In qualità di flag officer, Gilday ha ricoperto il ruolo di direttore delle operazioni per il Joint Force Command della NATO a Lisbona e di direttore delle operazioni per il Cyber Command statunitense. Il 14 luglio 2016 assunse l'incarico di comandante del Fleet Cyber Command e della decima flotta degli Stati Uniti. Successivamente venne nominato direttore delle operazioni per lo Stato maggiore congiunto nel maggio 2018 e, dal 1° marzo 2019 al 17 luglio dello stesso anno, venne nominato direttore dello Stato maggiore congiunto.
L'11 luglio 2019, Michael Gilday venne candidato a nuovo capo delle operazioni navali (CNO). Il 1° agosto, il Senato degli Stati Uniti votò all'unanimità per assegnare a Gilday una quarta stella, in seguito alla raccomandazione della Commissione per i servizi armati del Senato di sostituirlo nell'incarico di CNO all'ammiraglio John M. Richardson nel settembre dello stesso anno.
Il 15 aprile 2020, l'ammiraglio Gilday annunciò che la Marina stava valutando la possibilità di reintegrare il capitano Brett Crozier, precedentemente licenziato in relazione alla sua controversa risposta alla malattia da coronavirus sulla portaerei USS Theodore Roosevelt. Il 25 aprile seguente, Gilday e il Segretario della Marina degli Stati Uniti in carica, James E. McPherson, raccomandarono la reintegrazione di Crozier come capitano della Roosevelt.

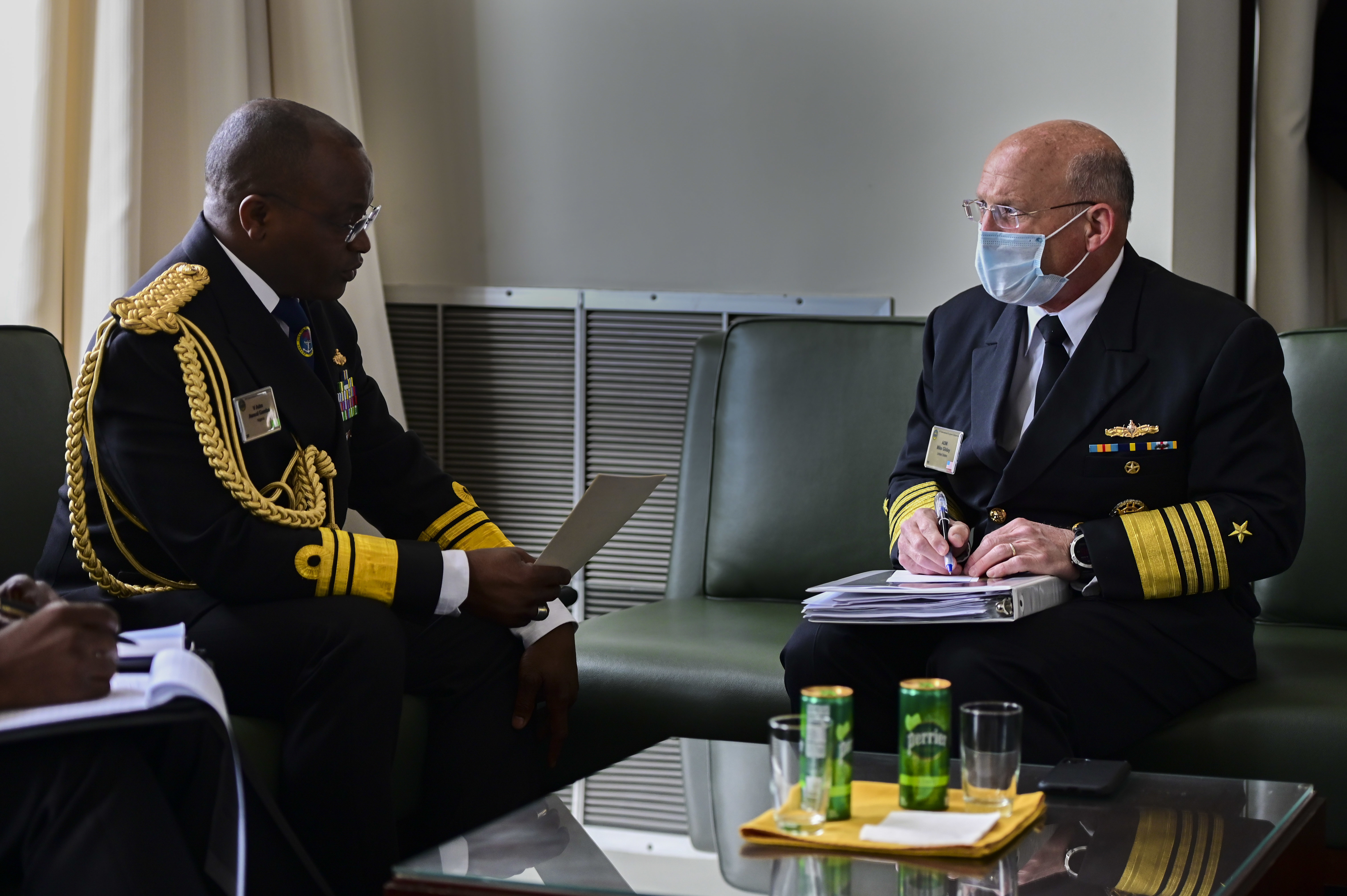
Gilday, a destra, parla con il Capo di Stato Maggiore della Marina nigeriana, il Vice Ammiraglio Awwal Gambo, al 24° Simposio Internazionale sulla Potenza Marina, 16 settembre 2021.

Il 10 agosto 2020, Gilday stava correndo nella base di Washington Navy Yard, dove viveva, quando si è "ammalato". Gilday venne soccorso da un marine di passaggio venendo successivamente portato dal suo medico. Circa due settimane dopo venne sottoposto a un intervento chirurgico al cuore per una patologia preesistente. Fece ritorno al vertice della marina a tempo pieno il 28 settembre stesso.
Il suo mandato come capo delle operazioni navali terminò il 14 agosto 2023.